# Pont de Lacroix-Falgarde
Die Pont de Lacroix-Falgarde ist eine Straßenbrücke bei Lacroix-Falgarde in Südfrankreich im Département Haute-Garonne. Sie führt die route départementale 4F über die Ariège.
Die unauffällige Brücke hat zwei Fahrspuren und Gehwege an beiden Seiten und ersetzte die rund 200 m flussaufwärts stehende einspurige stählerne Fachwerkbrücke aus dem Jahre 1903 (die mittlerweile auch für Fußgänger geschlossen wurde).
Sie ist 120 m lang und 10,30 m breit und hat zwei Pfeiler; ihre Pfeilerachsabstände sind 33 + 60 + 33 m.
Die von Eugène Freyssinets Büro S.T.U.P. geplante und in den Jahren 1961 und 1962 ausgeführte gevoutete Spannbeton-Hohlkastenbrücke war die erste Spannbetonbrücke weltweit, bei der man auf das bis dahin übliche Gelenk in der Mitte des Brückenfeldes verzichtet und die beiden Kragarme monolithisch miteinander zu einem Durchlaufträger verbunden hat. Der Überbau liegt mit Elastomerlagern auf den Pfeilern.